# Махмуд-хан I
Махмуд-хан I (д/н — 1099) — 7-й каган Західнокараханідського ханства у 1097—1099 роках.

## Життєпис
Походив з старшої алідської гілки династії Караханідів. Був праонуком великого кагана Мансура Арслан-хана. Більш менш достовірна версія, що був онуком кагана Ібрагіма I і сином Мухаммада.
Відомостей про нього обмаль. З 1097 року почалася війна між Ахмадом Санджаром з династії Сельджукидів й впливовим еміром Дадбеком Хабаші ібн Алтунташом. Останній повалив кагана Сулейман Кадир-Тамгач-хан з молодшої алідської гілки й передав владу Махмуду.
Останній деякий час підтримував еміра, але 1098 року стикнувся з загрозою з боку Джабраїла Кадир-хана, володаря Таразу. 1099 року Махмуд-хан I зазнав поразки й загинув.